# مانوئل سارابیا
مانوئل سارابیا (انگلیسی: Manuel Sarabia؛ زادهٔ ۹ ژانویهٔ ۱۹۵۷) بازیکن فوتبال اهل اسپانیا است.
از باشگاه‌هایی که در آن بازی کرده‌است می‌توان به باشگاه فوتبال اتلتیک بیلبائو و باشگاه فوتبال اتلتیک بیلبائو بی اشاره کرد.
وی همچنین در تیم‌های ملی فوتبال زیر ۲۱ سال اسپانیا و اسپانیا بازی کرده‌است.